# 列宁格勒建城两百五十周年奖章

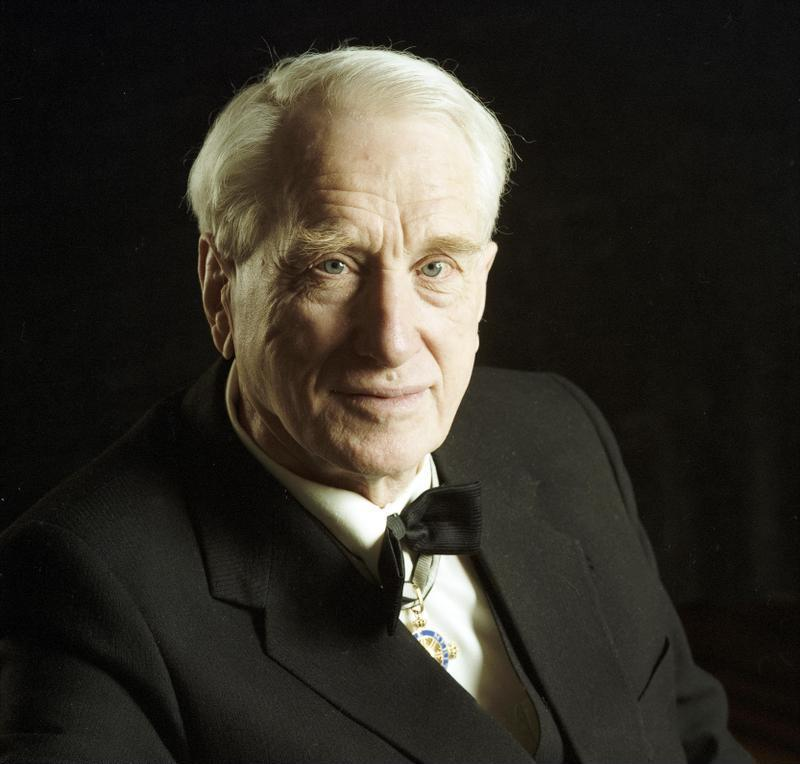
列宁格勒建城两百五十周年奖章获得者Boris Piotrovsky

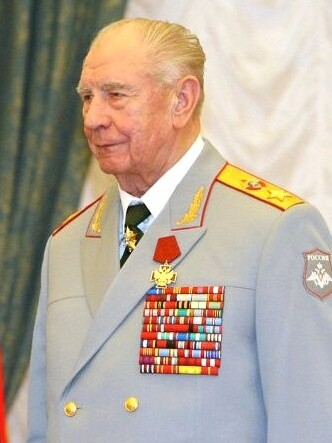
列宁格勒建城两百五十周年奖章获得者德米特里·季莫费耶维奇·亚佐夫

列宁格勒建城两百五十周年奖章（俄语：Медаль «В память 250-летия Ленинграда»）是苏联最高苏维埃主席团于1957年5月16日颁布法令设立的国家奖章，以此纪念英雄城市列宁格勒建城250周年。

## 颁授情况
获得本奖章者需满足以下条件：
- 在列宁格勒市生活至少5年的工人、技术人员；从事科教文卫事业；在党政机关、工会、共青团和其他公共组织工作；且在城市重建方面表现出色，并确保在工业、交通、城市发展以及学术和文化机构中贡献自己的劳动力的职工；部队官兵和退休人员及因战争或劳动相关而致残的残疾人；对积极参与改善城市以及学校和儿童保育设施工作的家庭主妇。[1]
- 在苏德战争期间参与列宁格勒保卫战，获得过保卫列宁格勒奖章，在列宁格勒及其附近地区作战的游击队员和地下抵抗组织战士，作为苏联武装力量的一部分参与解放列宁格勒的老兵，无论他们现在居住在哪里。

该奖章由列宁格勒市政府代表苏联最高苏维埃主席团授予获奖人。
列宁格勒建城两百五十周年奖章佩戴在左胸，当存在其他苏联勋章奖章时，应配戴在莫斯科建城八百周年奖章之后，基辅建城一千五百周年奖章之前。如果佩戴了其它俄罗斯联邦勋章或奖章，则后者具有优先权。

## 奖章制式
本奖章由镀金制成，直径32mm。正面是列宁格勒芬兰车站前的列宁像，背景是涅瓦河与海军部大厦。列宁像下方是镰刀铁锤，左边是月桂树枝，右边是展开的旗帜。在列宁伸出的手臂上方是一颗放射着光芒的五角星。奖章上部环绕四周刻有俄文：В память 250-летия Ленинграда（纪念列宁格勒建城二百五十周年）。背面是斯莫尔尼宫，下方刻有数字250。在顶部的橡树和月桂树枝的花环内是列宁勋章和红旗勋章。下面刻有俄文：ГОРОДУ-ГЕРОЮ СЛАВА!（荣耀属于英雄城！）。奖章边缘镶有边框，文字和图案为浮雕。

## 部分获奖者
- 苏联元帅格奥尔基·朱可夫
- 苏联元帅德米特里·乌斯季诺夫
- 苏联元帅谢尔盖·阿赫罗梅耶夫
- 苏联元帅基里尔·梅列茨科夫
- 舞蹈家和编舞者尤里·尼古拉耶维奇·格里戈罗维奇（英语：Yury Grigorovich）
- 苏联元帅彼得·基里洛维奇·科舍沃伊（英语：Pyotr Koshevoy）
- 大将伊万·费久宁斯基
- 海军元帅伊万·伊萨科夫
- 海军上校伊万·瓦西里耶维奇·特拉夫金（英语：Ivan Travkin）
- 苏联元帅谢苗·布琼尼
- 中将亚历山大·伊格纳迪耶维奇·莫洛奇（英语：Alexander Molodchy）
- 苏联人民艺术家格奥尔基·斯捷潘诺维奇·柴佐诺夫（英语：Georgiy Zhzhonov）
- 苏联共产党中央委员会总书记勃列日涅夫
- 数学家和物理学家瓦西里·希尔盖耶维奇·弗拉基米洛夫（英语：Vasilii Sergeevich Vladimirov）
- 生物物理学家米哈伊尔·弗拉基米洛维奇·沃肯施坦因（英语：Mikhail Volkenshtein）
- 炮兵主帅尼古拉·尼古拉耶维奇·沃罗诺夫
- 海军元帅谢尔盖·戈尔什科夫
- 少校亚历山大·伊万诺维奇·马里内斯克（英语：Alexander Marinesko）
- 空军主帅亚历山大·诺维科夫
- 院士、东方历史学家和考古学家鲍里斯·鲍里索维奇·彼得罗夫斯基（英语：Boris Piotrovsky）
- 地质学家和政治家玛丽娜·叶夫根尼耶夫娜·萨莉（英语：Marina Salye）
- 苏联元帅德米特里·亚佐夫
- 物理学家尤里·安德烈耶维奇·雅帕（英语：Yuri Yappa）
- 列宁格勒市民，艾琳娜·Y·托雷耶娃(1913-2002)，工作于市科技公司，在1959年1月16日获得此奖章。